# سنگ‌چال، باکو
سنگ‌چال (به لاتین: Sanqaçal) یک منطقهٔ مسکونی در جمهوری آذربایجان است که در باکو واقع شده‌است. سنگ‌چال ۴٬۱۰۸ نفر جمعیت دارد.